# Vaux-lez-Rosières
Vaux-lez-Rosières (en wallon Li Vå-addé-Rozire) est une section de la commune belge de Vaux-sur-Sûre, située en Région wallonne dans la province de Luxembourg.
C'était une commune à part entière depuis sa séparation de Nives le 14 mai 1906 jusqu'à la fusion des communes du 17 juillet 1970.
Elle formera alors la nouvelle commune de Vaux-sur-Sûre avec Nives et Morhet

## Démographie
- Source: INS recensements population
- 1910: Scission de Nives
- 1970: Annexation de Morhet et Nives

## Histoire
Vaux-lez-Rosières avait fusionné avec Nives en 1795.